# Camp H. M. Smith
Camp H. M. Smith (Camp Smith) ist ein Stützpunkt des US Marine Corps in Halawa Heights auf ʻAiea (Hawaii), Oʻahu, Hawaiʻi. Es dient als Hauptquartier für die Fleet Marine Force Pacific (FMF Pacific), das US Indo-Pacific Command, sowie dessen Special Operations Command und dem Marine Corps Forces Pacific. Camp Smith, das ehemalige Aiea Naval Hospital wurde am 8. Juni 1955 zu Ehren von General Holland M. Smith benannt, dem ersten Kommandierenden General der FMF Pacific.

## Geschichte
Auf Beschluss des US-Kongresses wurde im März 1941 ein Rohrzuckerfeld von der US Navy erworben, um dort ein Marinehospital zu errichten. Im Juli desselben Jahres begannen dann die Bauarbeiten und schritten eher langsam voran. Nach dem japanischen Überfall auf Pearl Harbor am 7. Dezember 1941 wurden die Bauarbeiten beschleunigt, um die geplante 1.650 Betten umfassende Einrichtung fertigzustellen. Unter Beisein von Admiral Chester W. Nimitz, dem Oberkommandierenden des pazifischen Kriegsschauplatzes, wurde das Krankenhaus am 11. November 1942 offiziell in Dienst gestellt. Es waren jedoch noch Erweiterungen nötig.
Während des Zweiten Weltkrieges diente das ʻAiea Hospital als Zwischenaufnahme für verwundete Matrosen und Marines auf dem Weg vom pazifischen Kriegsschauplatz zurück in die Vereinigten Staaten. Nach den blutigen Kämpfen um Iwojima im Februar und März 1945 erreichte das Krankenhaus seine Höchstauslastung mit einer permanenten Belegung von 5.676 Patienten.
Am 1. Juni 1949 wurde das Krankenhaus außer Dienst gestellt und die medizinischen Einrichtungen der US Army und der US Navy zum Tripler Army Medical Center zusammengelegt. 1950 begannen Verhandlungen mit der Kommune um auf dem ʻAiea-Bereich ein Sanatorium für Tuberkulosekranke zu errichten. Fünf Jahre später, 1955, beschloss das US Marine Corps jedoch das Areal als Hauptquartier für die Fleet Marine Force Pacific zu nutzen. Die ersten Marines wurden im Oktober 1955 dort stationiert und der Stab des Hauptquartiers besetzte das Camp zwei Wochen vor der offiziellen Indienststellung am 31. Januar 1956. Im Oktober 1957 wurde zudem das Hauptquartier des US Pacific Command nach Camp Smith verlegt, welches sich zuvor die Einrichtung in Makalapa in der Nähe von Pearl Harbor mit dem Hauptquartier der US-Pazifikflotte teilte. Bis zum 13. Januar 1958 war der Kommandeur der US-Pazifikflotte auch der Kommandeur des US Pacific Command, bis mit Harry D. Felt und Maurice E. Curts zwei separate Kommandeure diese Aufgaben übernahmen. Im Juli 1992 wurde die Fleet Marine Force Pacific zusätzlich als Komponentenkommando Marine Forces Pacific eingestuft. Zwei Jahre später, im April 1994, wurde Camp Smith dann der Marine Corps Base Hawaii angegliedert.